# Eugenia Casini-Ropa
Eugenia Casini-Ropa (Bologna, 29 giugno 1939) è una storica dell'arte e saggista italiana.
Fra i più autorevoli studiosi di danza in Italia, ha seguito studi di balletto e di arte drammatica.

## Biografia
È stata la prima laureata, nel 1974, a Bologna, in Discipline delle arti, della musica e dello spettacolo, ma vi sono discordanze in merito, in quanto il primato sarebbe stato rivendicato da Deanna Farneti, la prima iscritta al corso di studi stesso.  
Già docente di "Storia dello spettacolo", dal 1992 al 2009 è stata professoressa associata di "Storia della danza e del mimo" presso il DAMS dell'Università di Bologna, insegnamento da lei ricoperto per la prima volta all'interno dell'Ateneo bolognese, dopo l'istituzione per la prima volta in Italia dello stesso insegnamento presso il DAMS di Cosenza (Università della Calabria) affidato dal 1991 a Vito Di Bernardi; a partire dal 2004 ha promosso il primo indirizzo di laurea specialistica in studi storico-critici sulla danza presso la stessa università.
Studiosa del teatro e della danza del Novecento, ha pubblicato saggi e volumi sul teatro tedesco e sulla danza moderna e danza contemporanea italiana prevalentemente di taglio sociopolitico.
Cofondatrice e curatrice della rivista Teatro e Storia (con Franco Ruffini, Ferdinando Taviani e altri) e curatrice di collane editoriali quali I libri dell'icosaedro (Ephemeria, Macerata) e Danza d'autore (L'Epos, Palermo), ha fondato nel 2009 la rivista accademica on-line Danza e Ricerca, di cui è direttore scientifico, pubblicata in modalità open access.
Dal 1997 al 1999 ha fatto parte della Commissione Consultiva per la danza della Presidenza del Consiglio dei ministri.
Iniziatrice con Franca Zagatti del progetto Educar danzando per l'introduzione della danza nella scuola, è attualmente presidente dell'Associazione Nazionale Danza Educazione Scuola (D.E.S.), che promuove la danza in ambito pedagogico e sociale.

## Opere
Monografie
- L'animazione teatrale, Guaraldi, Rimini-Firenze 1978
- La danza e l'agitprop. I teatri-non-teatrali nella cultura tedesca del primo Novecento, Il Mulino, Bologna 1988
- A dança e o agitprop, Perspectiva, São Paulo (Brazil), 2011 (in corso di pubblicazione)

Curatele
- Béla Balázs, Scritti di teatro, La Casa Usher, Firenze 1980
- Uomini di teatro nel Settecento in Emilia-Romagna, 2 voll., Mucchi, Modena 1986 (con M. Calore, G. Guccini, C. Valenti, a cura di)
- Alle origini della danza moderna, Il Mulino, Bologna 1990
- Walter Sorell, Storia della danza. Arte, Cultura, Società, Il Mulino, Bologna 1994
- Gino Tani, La danza e il balletto. Compendio storico-estetico, Pratiche, Parma 1995
- Rudolf Laban, L'arte del movimento, Ephemeria, Macerata 1999 (con S. Salvagno)
- Isadora Duncan, La mia vita, Dino Audino ed., Roma 2003.
- Danza cultura e società nel Rinascimento italiano, Ephemeria, Macerata 2007 (con F. Bartoletti, a cura di)
- Dominique Dupuy, Danzare e scrivere, Ephemeria, Macerata 2011 (in corso di pubblicazione)

Articoli
- L'animazione teatrale e la rivista "Cooperazione Educativa", in "Biblioteca Teatrale", n. 10/11, dicembre 1974
- Il teatro agitprop nella repubblica di Weimar, in A. Lacis, Professione: rivoluzionaria, Feltrinelli, Milano 1976
- Agitprop e utopia, in Giovanna Grignaffini e Leonardo Quaresima (a cura di), Cultura e cinema nella repubblica di Weimar, Marsilio, Venezia 1978
- Béla Balasz e il teatro operaio, in "Biblioteca Teatrale", n. 21/22, dicembre 1978
- Sul teatro di Weimar, il teatro operaio e la storiografia, in "Quaderni di Teatro", n. 3, febbraio 1979
- Friedrich Wolf e Béla Balasz: tra teatro e teatro, in "Quaderni di Teatro", n. 6, novembre 1979
- Voci Erwin Piscator e Ernst Toller, in Enciclopedia del teatro del Novecento, Feltrinelli, Milano 1980
- Il teatro nel diverso: gli stranieri di Monte Verità, in "Quaderni di Teatro", n. 12, maggio 1981
- La "Théorie de la démarche", in Quaderni di Teatro", n. 16, maggio 1982
- Voci sul teatro tedesco in Il Teatro. Repertorio dalle origini ad oggi, Mondadori, Milano 1982
- Il banchetto di Bergonzio Botta per le nozze di Isabella d'Aragona e Gian Galeazzo Sforza nel 1489, in Atti del VII Convegno di studi "Spettacoli conviviali dall'antichità classica alle corti italiane del '400", Viterbo 1983
- François Delsarte o gli improbabili tragitti di un insegnamento, in "Quaderni di Teatro", n. 23, febbraio 1984
- "Teatro" o comunicazione: per uno studio del teatro agitprop, in Atti del Convegno "Il teatro nella repubblica di Weimar", Ist. It. di Studi Germanici, Roma 1984
- Il teatro della cultura: tre figure paradigmatiche, in AA.VV., Civiltà teatrale e Settecento emiliano, Il Mulino, Bologna 1986
- Il corpo ritrovato. Danza e teatro tra pedagogia, ginnastica e arte, in "Teatro e Storia", n. 3, ottobre 1987
- Béla Balasz e il "teatro per cambiare il mondo", in "Movimento operaio e socialista", n. 3, anno XI, 1988
- Il mondo del danzatore (introduzione), in AA.VV., Rudolf Laban. Dalla danza libera agli anni Ottanta, Comune di Reggio Emilia I Teatri, Reggio Emilia 1990
- Il lungo esilio, in "Il giornale della musica", n. 9, ottobre 1990
- Il "corpo-anima". La libertà nella danza, in "Lapis", n. 9, settembre 1990
- La pedagogia teatrale nella storia, in "Arteven. Teatri, Città", anno 2, n. 1, 1991 (con P. Poli)
- La prima apparizione sulla scena di Clotilde e Alexandre, in P. Veroli (a cura di), I Sakharoff, un mito della danza, Bora Ed., Bologna 1991
- La cultura della danza, in "Lettera dall'Italia", n. 26, aprile-giugno 1992
- Nuovi danzatori per una nuova danza, in "Lettera dall'Italia", n. 27, luglio-settembre 1992
- Espressione ed espressionismo nella danza tedesca, in Pina Bausch, Atti del Convegno, Teatro Regio, Torino 1993
- La danza in cattedra, in "Lettera dall'Italia", n. 32, ottobre-dicembre 1993
- I Ballets Russes, memoria e nostalgia, in Ferrara/Danza 1993-94, Teatro Com. di Ferrara 1994
- Il teatro a Berlino negli anni Venti, in Atti del Convegno "Luciano Baldessari e la Berlino degli anni Venti", Accademia degli Agiati, Rovereto 1994
- O corpo cenico no seculo XX, in Atti del Convegno "3° Encontro de Dança Arte do movimento R. Laban", Oficina Cultural Oswald de Andrade, Sao Paulo (Br) 1995
- Samba e Capoeira, in Suoni dal mondo 1996, ÊCIMES, Bologna 1996
- Jean George Noverre e il nuovo balletto, in Encyclomedia. Il Settecento, Opera Multimedia, Milano 1997
- Il balletto dell'Ottocento: dal Coreodramma al ballo grande attraverso il trionfo romantico, in Encyclomedia. L'Ottocento, Opera Multimedia, Milano 1997
- Direzione e cura di "Teatro e Storia", n. 19, anno XII, 1997
- Il ballo di corte, in Encyclomedia. Il Cinquecento, Opera Multimedia, Milano 1998
- Scuola, teatro e società, un'introduzione, in AA.VV., Ragionando di scuola e teatro, "Cultura e Didattica", Provincia di Ravenna, Ravenna 1998
- L'anima da rubare, in B. Francisci (a cura di), Invisibile danza, Edizioni del Museo Civico di Abano Terme, 1998
- Martha Graham, la grande madre e le pioniere americane, in La danza moderna. I fondatori, Skirà-MART, Milano-Trento 1998
- Nas origens da dança moderna, in "Trilhas", Revista do Instituto de Artes da Unicamp, n. 7, 1998
- I sensi della danza, in AA.VV., Sinestesia, Arti, Terapia, CLUEB, Bologna 1999
- Corpo e costume nella storia della danza: appunti per guardare, in AA.VV., Mascheramenti. Tecniche e saperi nello spettacolo d'occidente e d'oriente, Bulzoni, Roma 1999
- voce Danza teatrale o d'arte, in L'universo del corpo, vol. III, Istituto dell'Enciclopedia Italiana, Roma 1999
- Laudatio di Pina Bausch, in Laurea honoris causa a Pina Bausch, Facoltà di Lettere e Filosofia, Univ. Bologna 1999
- Quale danza per quale scuola, in "Prima fila", n. 61, marzo-aprile 2000
- Il Duemila della danza, in AA.VV., Danzaduemila festival, Comitato Bologna 2000
- Il teatro di danza di Joseph Nadj, in Le temps du repli, Teatro Comunale, Modena 2001
- Teatro e danza un amore del XX secolo, in "Histryo", XIV, n. 2, 2001
- Rudolf Laban: gli spazi della danza, in AA. VV., Rudolf Laban: gli spazi della danza, Atti del convegno omonimo, 2002
- Le solo au XX siécle: une proposition idéologique et une strategie de survie, in AA.VV., La danse en solo. Une figure singulière de la modernité, Centre National de la Danse, Paris 2002
- Follia della danza, in Arte e follia, a cura di S. Guerra Lisi e G. Stefani, Armando, Roma 2002
- Note sulla nuova storiografia della danza, in "Culture Teatrali", n. 7/8, autunno 2002-primavera 2003
- Loie Fuller e Isadora Duncan: donne nuove per una danza nuova, in Danze di luce, a cura di E. Guzzo Vaccarino, Skira-MART, Milano-Trento, 2003
- Per una formazione alla danza come cultura condivisa, in Una regione per la danza, Atti del Convegno omonimo, Torino 30-31 maggio 2003
- Introduction. Projeter les songes: la science de l'art e Projeter les songes: la science de l'art, reflections, in AA.VV., Arts, Sciences et Thecnologies, Actes des rencontres internationales, novembre 2000, MSHS e Université de La Rochelle, 2003
- Danza e pedagogia: fondamenti novecenteschi e prospettive contemporanee, in AA.VV., La danza: realtà in movimento, Atti del Convegno omonimo, Arteven, Venezia 2003
- Il “solo” di danza nel XX secolo: tra proposta ideologica e strategia di sopravvivenza, in "Il castello di Elsinore", XVI, n. 47, 2003
- La danza, in Il giudizio estetico nell'epoca dei mass media, a cura di A.R. Addessi e R. Agostini, LIM Editrice, Città di Castello, 2003
- L'incontro fruttuoso tra danza e pedagogia: sodalizio antico e visioni contemporanee, in AA.VV., Danza e formazione, Atti del convegno omonimo, Teatro Pasta, Saronno 2004
- Espressione ed espressionismo nella danza tedesca, in Pina Bausch, Teatro dell'esperienza, danza della vita, Costa e Nolan, Genova, 2005
- Di Laban oggi. Riflessioni sulle teorie labaniane in Forsythe, in AA.VV., Forsythe, ieri, oggi, domani, ed. I Teatri, Reggio Emilia 2005
- I geroglifici del corpo, in "Globalità dei linguaggi", III, n. 1, marzo 2007
- Entrelaços de ramos e raìzes: a dança europeia no terreno composto da intercultura, in Poéticas teatrais: territorios de passagem, FAPESC/Design Editora, Florianopolis (Br), 2008
- O solo de dança no século XX: entre proposta ideologica e estratégia de sobrevivência, in “Urdimento”, Revista de estudos em artes cênicas, UDESC, n. 12, Março 2009